# دایهاتسو هستی
دایهاتسو هستی (Daihatsu Esse) خودرویی است که از سال ۲۰۰۵ تا سال ۲۰۱۱ تولید شده‌است.
این خودرو در کلاس خودرو کی قرار گرفته، طراحی آن خودروهای موتور جلو-محور جلو، خودرو محور جلو، خودرو چهار چرخ محرک بوده است.
موتور آن ۶۵۸ سی‌سی سیستم جعبه‌دندهٔ آن به دو صورت خودکار و دستی است.